# Blötberget
Blötberget är en tätort med cirka 250 invånare, i Ludvika kommun, Dalarna (Dalarnas län) 10 km väster om Ludvika. Länsväg 608 passerar genom orten. 

## Beskrivning
Blötbergets tätortsbebyggelse består mest av småhus, med stora tomter omgivna av kuperad skogsmark. Att skogen finns nära ger orten en lummig karaktär. Länsväg 608 passerar genom ortens centrala del, där äldre villor och egnahem dominerar. Av flerbostadshus märks särskilt de nio mindre, gruppbyggda "nya kasernerna".  I ortens sydöstra del finns skolhus och fotbollsplan. 

## Historik
Åtminstone sedan mitten av 1600-talet finns belägg att gruvdrift bedrivits i området. År 1768 var första gången Blötbergets gruvor omnämndes i en bergmästarrelation. Gruvan beskrevs då enligt följande: "Blötbergsgrufvan är 4 famnar och 11 qvarter djup, 6 famnar och 4 qvarter lång, 2 famnar och 1 qvarter bred samt att därur brutits 275 lass qwickstensmalm". Malmen från Blötberget gick huvudsakligen till Gonäs och Björnhyttan för vidare förädling.  
Namnet Blötberget beror på malmens beskaffenhet; förledet betyder 'mjuk' och efterledet "berg" betyder här 'malmförande berggrund'.   
Först under 1800-talet kom järnmalmsbrytningen i Blötbergsfältet igång i större omfattning. Fältet, beläget på cirka 187 meters höjd över havet, sträcker sig i öst-västlig riktning mellan sjön Glaningen i väster och Gonäsån i öster. Öppnandet av Frövi-Ludvika Järnväg 1874 innebar större avsättningsmöjligheter.    

### Vulcanusgruvan och samhällets framväxt

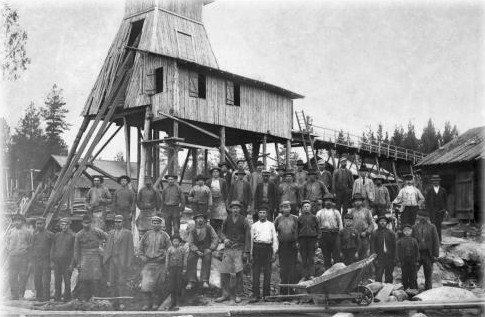
Arbetare Vulcanusgruvan 1900.

Någon egentlig bebyggelse i det område som idag utgör Blötbergets samhälle tillkom inte förrän år 1900. Startpunkten var bildandet av Bergverks AB Vulcanus tillsammans med en holländsk ägare. Snart därpå träffades ett avtal mellan Vulcanus och Trafikaktiebolaget Grängesberg–Oxelösunds Järnvägar, som åtog sig att frakta malm från Blötberget till Oxelösund, där omlastning för vidare båtfrakt skedde.  
Produktionen ökade snabbt, sedan gruvbolaget startat djupbrytning med Vulcanus schakt. Efterhand blev det nödvändigt med ytterligare ett schakt, Fraenckels schakt, som stod klart att tas i bruk 1908. 

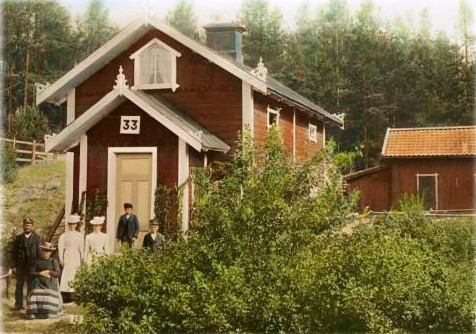
Banvaktarstugan omkring 1900.

Trafiken på banan förbi Blötberget kom att domineras av ständiga malmtransporter. År 1902 uppfördes ett stationshus och 1906 började även persontåg att stanna. För malmtransporter anlades dessutom en smalspårig järnväg mellan Fredmiúndsbergsfältet och Vulcanus spårområde vid gruvorna i Blötberget.  
Tidigt engagerade sig bolaget i bostadsbyggande på orten, som fick en reglerad, enhetlig bebyggelse. De första arbetarbostäderna för familjer uppfördes 1900-1901. Tillgången på gruvarbetarbostäder var dock långt ifrån tillräcklig under de första åren. Inkvartering i provisoriska baracker och boende på annat håll var vanligt. Många gruvarbetare bodde i grannorterna Rävvåla, Björnhyttan, Saxberget och Gonäs. För gruvdirektören uppfördes Blötbergsgården. På 1910-talet ersatte gruvbolaget ortens provisoriska bostadsbaracker med ungkarlshotell. I området kring Blötbergsgården tillkom tjänstemannavillor.      
Åren före första världskriget tilltog produktionen stadigt. År 1917 byggdes nya anläggningar för sovring och anrikning togs i bruk. Mycket av den utrustning som installerades i dessa verk var egna konstruktioner. 
Malmexportens viktigaste marknad var Tyskland. Tyska intressen med bland annat Hoesch, Krupp och Gutehoffnungshütte kom 1927 att vara huvudägare i bolaget, fram till andra världskrigets slut. Bolagets ledning samordnades med gruvbolagen i Lekombergs gruva, Håksberg och Stollbergs gruva i den så kallade Lekombergsgruppen. Efter andra världskriget räknades Vulcanusgruvan till en av Tyskgruvorna, vilka övertogs av Flyktkapitalbyrån.

### Bergslagsgruvan

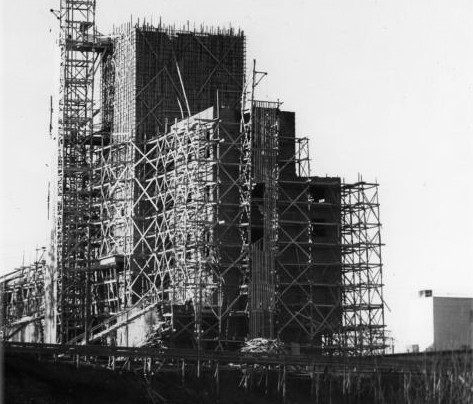
Byggarbeten vid Bergslagsgruvan 1945.

Snart efter andra världskriget anlades en helt ny gruvanläggning – Bergslagsgruvan. Lave och anrikningsverk började uppföras 1945. De stora betongkonstruktionerna finns kvar än idag. År 1949 köpte Stora Kopparbergs Bergslags AB Blötbergsfältet. Vid denna tidpunkt arbetade ett par hundra personer vid gruvan. Malmen som bröts fraktades på järnväg till Domnarvets järnverk i Borlänge. 
År 1965 upphörde malmbrytning och uppfordring i Vulcanusschaktet, som alltså pågått sedan 1900. Den 30 juni 1979 lades gruvdriften ned helt i Blötberget av den dåvarande ägaren SSAB. 

### Järnvägen

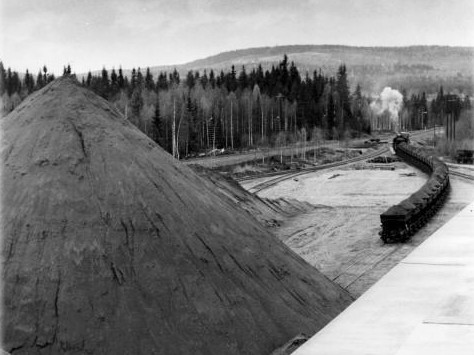
Ett malmtåg avgår mot Domnarvets järnverk, 1950-tal.

På hösten 1873 kunde provisorisk trafik ordnas på Frövi–Ludvika Järnväg till Ludvika, och sedan sträckan Grängesberg–Ludvika blivit besiktigad, öppnades även denna del för persontrafik i slutet av september 1874. Den slutliga avsyningen av banan ägde rum den 2 oktober 1874. Järnvägen hade stor betydelse för malmtransporterna från Vulcanusgruvan och senare från Bergslagsgruvan. Stationshus fanns i Björnhyttan, Blötberget och Gonäs. Stationshuset i Blötberget är bevarat och även banvaktarstugan som anses vara Blötbergets äldsta byggnad. Själva järnvägssträckan lades ner 1981 och har ersatts av en asfalterad gång- och cykelväg som sträcker sig hela vägen från Ludvika till Grängesberg.

### Befolkningsutveckling
| Befolkningsutvecklingen i Blötberget 1950–2020 | Befolkningsutvecklingen i Blötberget 1950–2020 | Befolkningsutvecklingen i Blötberget 1950–2020 | Befolkningsutvecklingen i Blötberget 1950–2020 | Befolkningsutvecklingen i Blötberget 1950–2020 |
| ---------------------------------------------- | ---------------------------------------------- | ---------------------------------------------- | ---------------------------------------------- | ---------------------------------------------- |
|                                                |                                                |                                                |                                                |                                                |
| År                                             |                                                |                                                | Folkmängd                                      | Areal (ha)                                     |
| 1950                                           | 1950                                           |                                                | 736                                            |                                                |
| 1960                                           | 1960                                           |                                                | 714                                            |                                                |
| 1965                                           | 1965                                           |                                                | 694                                            |                                                |
| 1970                                           | 1970                                           |                                                | 609                                            |                                                |
| 1975                                           | 1975                                           |                                                | 549                                            |                                                |
| 1980                                           | 1980                                           |                                                | 536                                            |                                                |
| 1990                                           | 1990                                           |                                                | 551                                            | 133                                            |
| 1995                                           | 1995                                           |                                                | 490                                            | 133                                            |
| 2000                                           | 2000                                           |                                                | 472                                            | 133                                            |
| 2005                                           | 2005                                           |                                                | 448                                            | 133                                            |
| 2010                                           | 2010                                           |                                                | 428                                            | 132                                            |
| 2015                                           | 2015                                           |                                                | 259                                            | 57                                             |
| 2020                                           | 2020                                           |                                                | 240                                            | 57                                             |
|                                                |                                                |                                                |                                                |                                                |

## Näringsliv
Blötberget är numera en bostadsort utan större arbetsgivare. De boende är hänvisade till pendling, framför allt till Ludvika.

## Framtidsplaner
År 2011 tillkännagavs planer på att återta gruvdriften i Blötberget. Bakom planerna stod Nordic Iron Ore som ville att brytningen skulle starta 2015. I juli 2019 var tillstånden klara för att återöppna, rapporterade P4 Dalarna. Den 21 februari 2020 meddelades att Nordic Iron Ore fortsätter sitt arbete med att återuppta järnmalmsproduktion i Blötberget. Två år senare ingicks ett avtal med Cargill, som åtog sig att köpa 25 miljoner ton järnmalmskoncentrat från gruvan i Blötberget. I mars 2024 träffades en överenskommelse med Trafikverket om koppling av ett planerat industriellt järnvägsspår, för malmtransporter. När allt såg ut att falla på plats meddelades en försening -  driftstarten i Blötbergsgruvan skjuts upp till 2028. Orsaken uppgavs vara "nuvarande bygg- och ledtider på utrustning".

## Nutida bilder

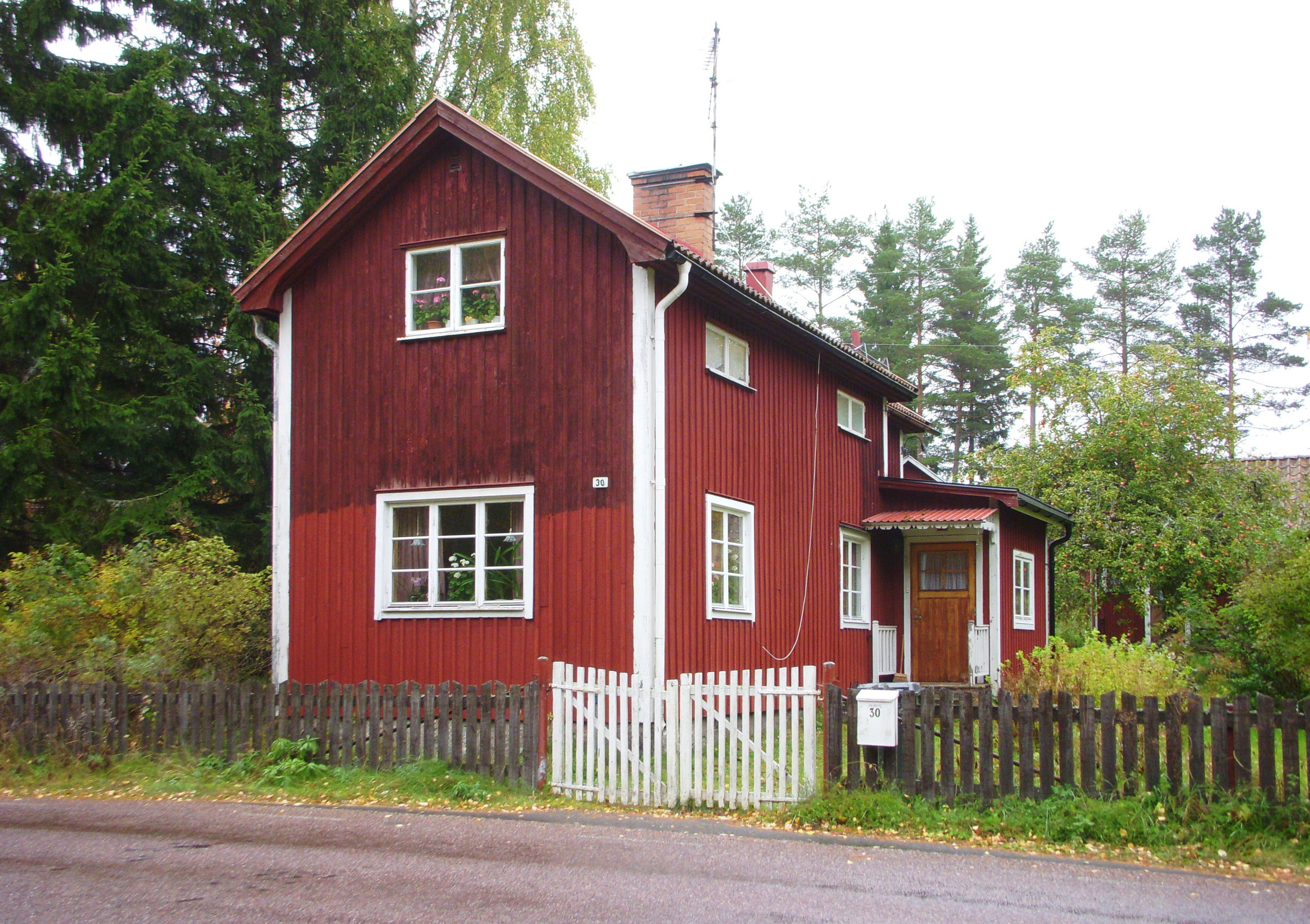
Gamla banvaktarstugan 2013
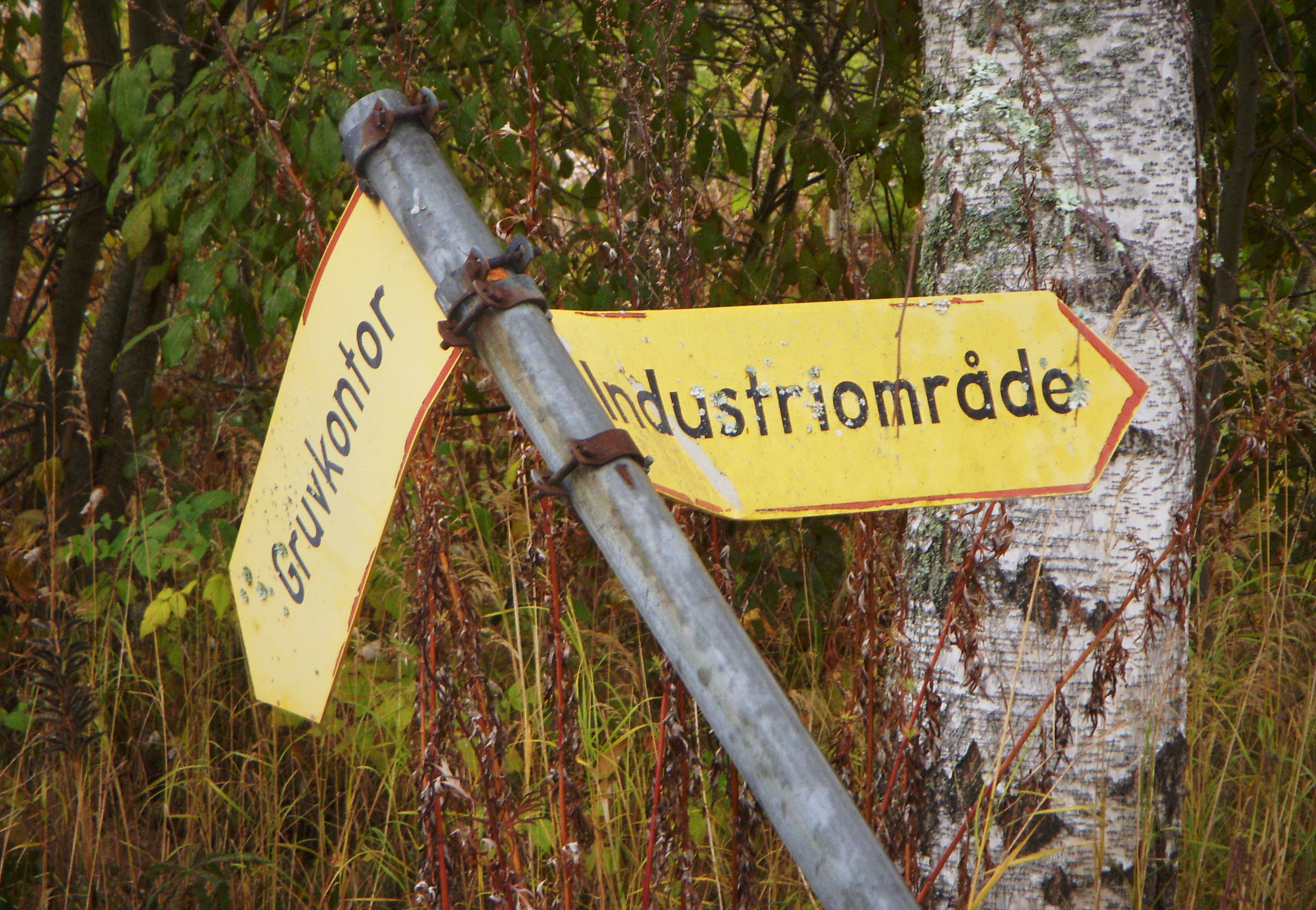
"Gruvkontor" / "Industriområde"
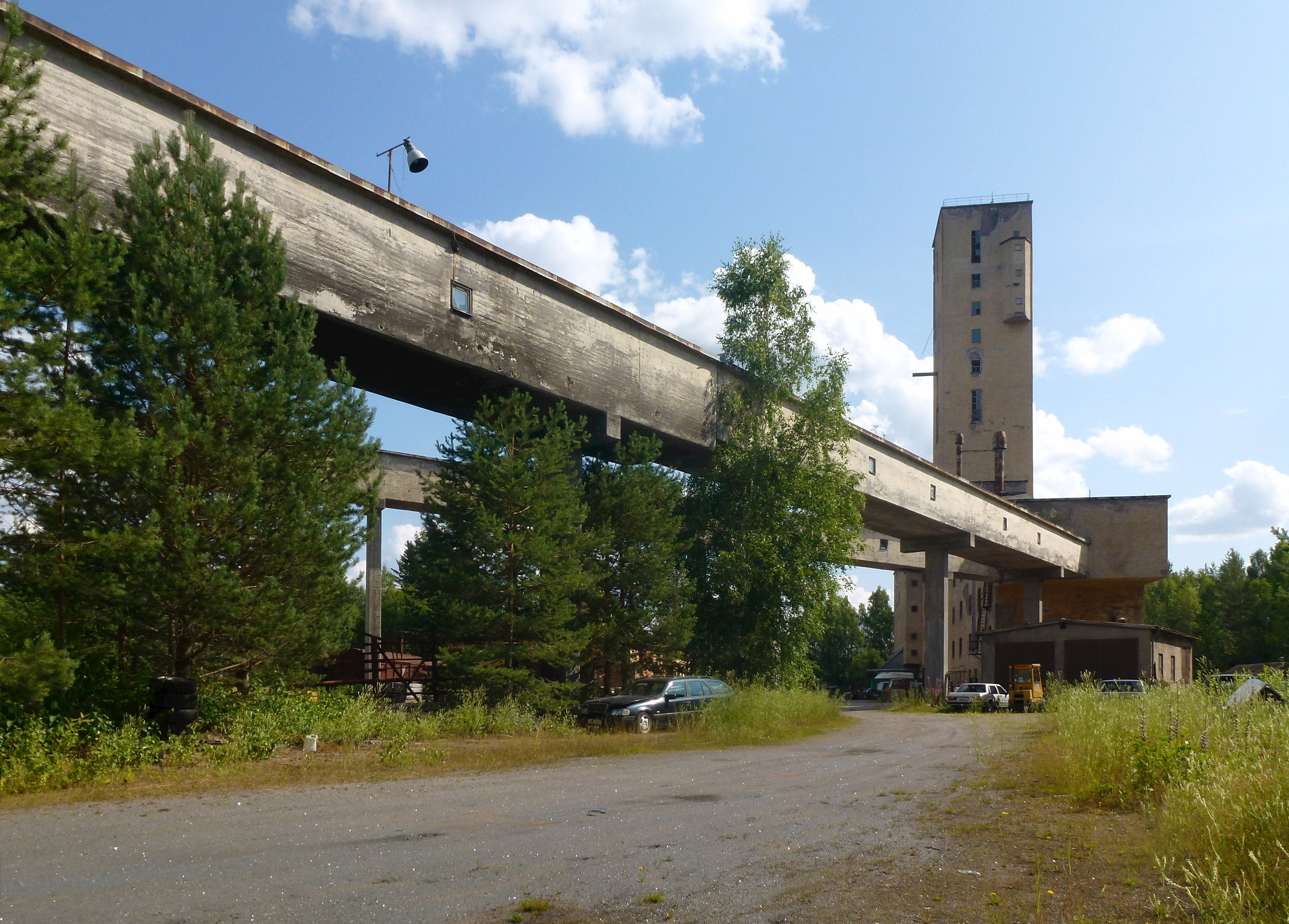
Bergslagsgruvan i juli 2013
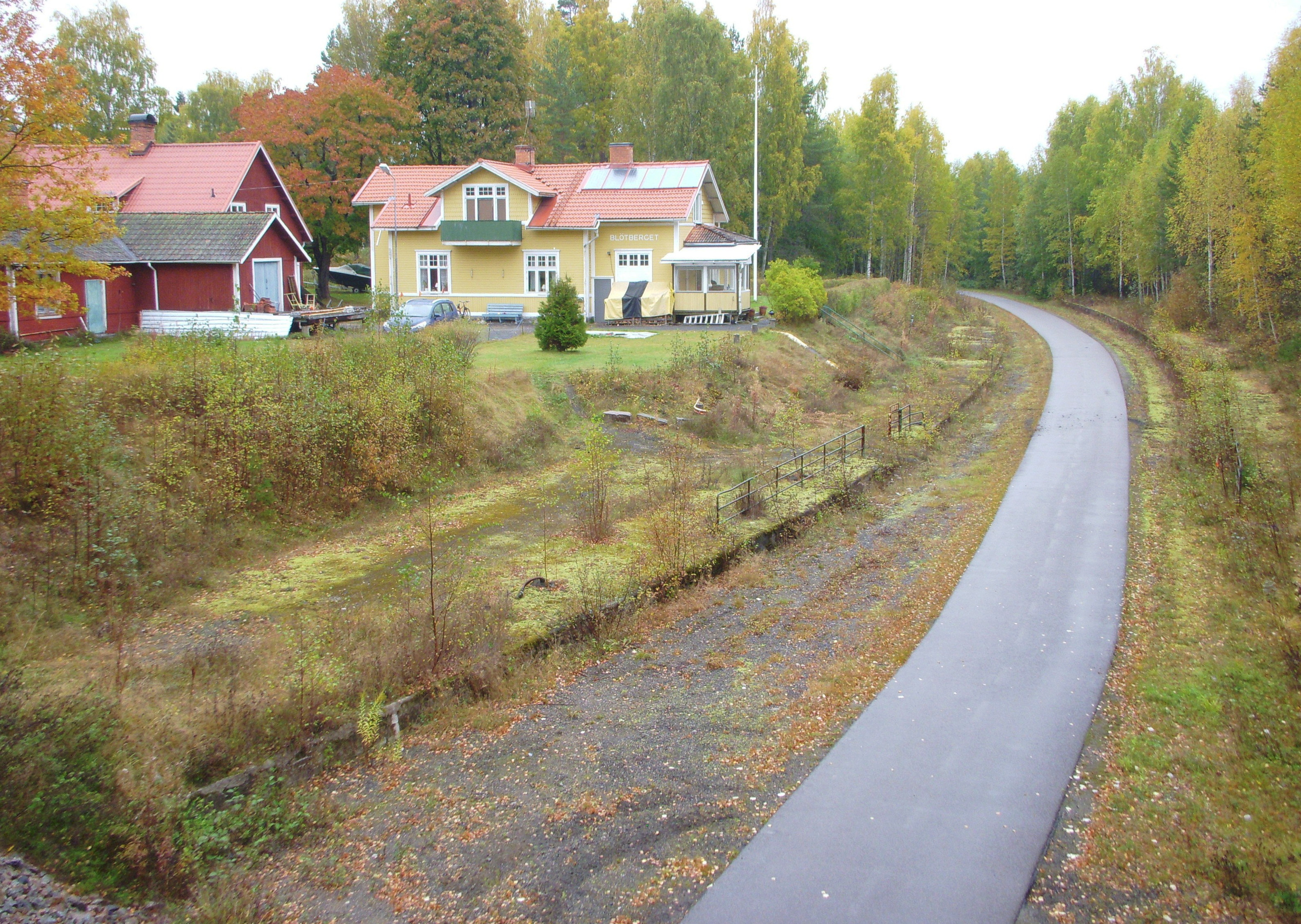
Gamla bansträckan och stationshuset